# Eugene O’Brien

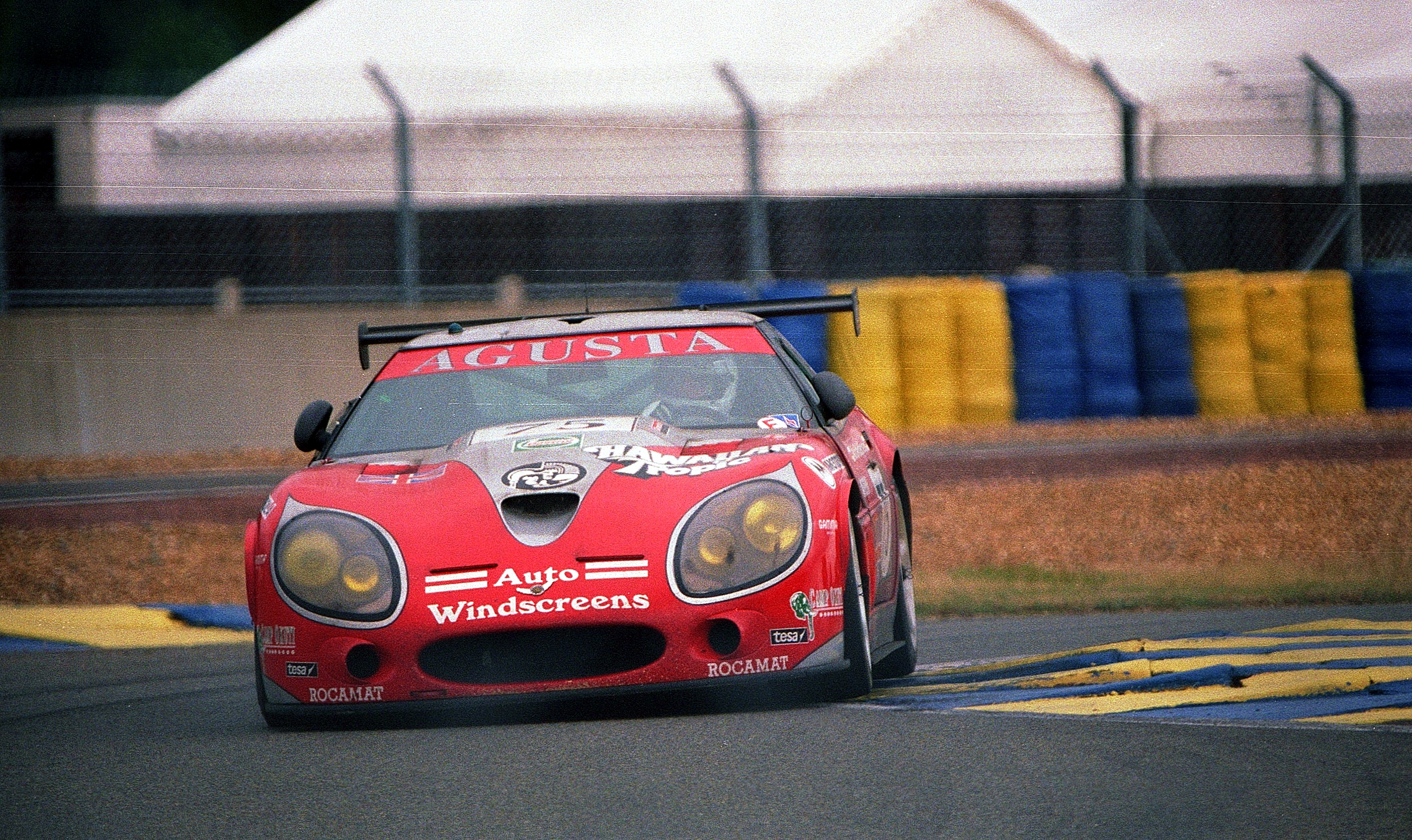
Der Callaway Corvette mit dem Eugene O’Brien beim 24-Stunden-Rennen von Le Mans 1995 am Start war

Eugene O’Brien (* 22. März 1964 in Manchester) ist ein britischer Unternehmer und ehemaliger Autorennfahrer.

## Karriere als Rennfahrer
Nach Anfängen in der Formel Ford und der Formel V begann die internationale Karriere von Eugene O’Brien 1988 in der Formel Vauxhall, wo er 1989 hinter Gary Dunn und vor Anthony Reid Gesamtzweiter in der britischen Meisterschaft wurde. 1990 und 1991 ging er in der Britischen Formel-3000-Meisterschaft an den Start. 
1993 folgte der Wechsel in die Britische Tourenwagen-Meisterschaft. O’Brien wurde Werksfahrer bei Peugeot Sport, war mit dem unterlegenen Peugeot 405 Mi16 in der Meisterschaft jedoch chancenlos. 1993 (Gesamtsieger Joachim Winkelhock vor Steve Soper) erreichte er den 16. Endrang; 1994 (Gesamtsieger Gabriele Tarquini vor Alain Menu) reichte es zum 17. Rang. Seine letzte professionelle Saison fuhr er 1995 mit einer Teilnahme am 24-Stunden-Rennen von Le Mans und an der Global GT Championship.

## Unternehmer
Nach seiner aktiven Karriere war er einige Jahre Renninstrukteur und Fahrerlehrer am Silverstone Circuit. 2011 gründete er am Areal der Rennstrecke ein Unternehmen für Rennfahrschüler zwischen 14 und 73 Jahren.

## Statistik

### Le-Mans-Ergebnisse
| Jahr | Team                | Fahrzeug                        | Teamkollege   | Teamkollege     | Platzierung | Ausfallgrund |
| ---- | ------------------- | ------------------------------- | ------------- | --------------- | ----------- | ------------ |
| 1995 | Augusta Racing Team | Callaway Super Naturel Corvette | Robin Donovan | Riccardo Agusta | Rang 11     |              |